# Symposion (Schriftenreihe)
Symposion ist eine philosophische Schriftenreihe des Verlages Karl Alber, Freiburg i. Br. / München. Sie bringt systematische und historische Forschungsbeiträge, vor allem auch jüngerer Wissenschaftler.
Die Reihe ging 1958 aus einem 1949 bis 1954 erschienenen Jahrbuch für Philosophie Symposion hervor.  Begründet und bis 1975 herausgegeben wurde sie von Max Müller, Bernhard Welte und Erik Wolf. Von 1975 bis 1994 gaben sie Klaus Hemmerle, Alexander Hollerbach und Robert Spaemann heraus. Von 1994 bis 2014 lag die Herausgeberschaft bei Maximilian Forschner und Ludger Honnefelder. Ab 2015 wird die Reihe herausgegeben von Christoph Halbig (Zürich) und Jörn Müller (Würzburg). Die ersten vier Bände stammten von Michael Theunissen, Ernst Tugendhat, Karlfried Gründer und Odo Marquard. Bis 2025 sind 144 Bände erschienen.